# 2348 Мічковіч
2348 Мічковіч (2348 Michkovitch) — астероїд головного поясу, відкритий 10 січня 1939 року.
Тіссеранів параметр щодо Юпітера — 3,504.